# Властивість скінченного перетину
У загальній топології, гілці математики, кажуть, що колекція A підмножин множини X має властивість скінченного перетину (ВСП), якщо перетин будь-якої скінченної підколекції A не порожній. Вона має сильну властивість скінченного перетину (СВСП), якщо перетин будь-якої скінченної підколекції — скінченний.
Центрована система множин — це колекція множин із властивістю скінченного перетину.

## Означення
Нехай {\displaystyle X} буде множиною з сім'єю підмножин {\displaystyle A=\{A_{i}\}_{i\in I}}. Тоді колекція {\displaystyle A} має властивість скінченного перетину, якщо будь-яку скінченна підколекція {\displaystyle J\subseteq I} має непорожній перетин {\displaystyle \bigcap _{i\in J}A_{i}.}

## Обговорення
Очевидно, що порожня множини не може належати будь-якій колекції з ВСП. Умова тривіально задовольняється, якщо перетин всієї колекції непорожній (зокрема, якщо колекція порожня), також ВСП тривіально задовольняється, якщо колекція вкладена, тобто вона лінійно впорядкована включенням (тотожно, для будь-якої скінченної підколекції, певний елемент підколекції міститься в усіх інших елементах підколекції), наприклад, послідовність вкладених відрізків (0, 1/n). Однак, це не єдині можливі варіанти. Наприклад, якщо X = (0, 1) і для кожного додатного числа i, Xi — це множина елементів X, що має десятковий запис із цифрою 0 на i'-й десятковій позиції, тоді будь-який скінченний перетин непорожній (просто покладіть 0 в цю скінченну кількість позицій і 1 в інші), але перетин всіх Xi для i ≥ 1 — порожній, бо немає елементів з (0, 1), що має нулі в усіх позиціях.
Властивість скінченного перетину корисна в формулюванні альтернативного означення компактності: простір компактний тоді і тільки тоді, коли кожна колекція замкнених множин, що має ВСПмає має непорожній перетин. Таке формулювання компактності використовується в деяких доведеннях теореми Тихонова і незліченності дійсних чисел (див. наступний підрозділ).

## Застосування
Теорема. Нехай X буде непорожнім компактним простором Гаусдорфа, що задовольняє властивості, що жодна одноточкова підмножина не є відкритою. Тоді X незліченна.
Доведення. Покажемо, що якщо U ⊆ X непорожні і відкриті, і якщо x це точка з X, тоді існує окіл V ⊂ U чиє замикання не містить x (x можу бути, а може й не бути з U). Виберемо y з U відмінний від x (якщо x в U, то такий y мусить існувати інакше U була б одноточкова відкрита множина; якщо x не в U, це можливо, бо U непорожня). Тоді згідно з умовою Гаусдорфа, виберемо неперетинні околи W і K, що містять x і y відповідно. Тоді K ∩ U буде околом y, що міститься в U чиє замикання не містить x що й було треба.
Зараз припустимо, що f : N → X — це бієкція, і нехай {xi : i ∈ N} позначає область відображення f. Нехай X буде першою відкритою множиною і виберемо окіл U1 ⊂ X чиє замикання не містить x1. Далі, виберемо окіл U2 ⊂ U1 чиє замикання не містить x2. Продовжимо цей процес вибираючи окіл Un+1 ⊂ Un чиє замикання не містить xn+1. Тоді колекція {Ui : i ∈ N} задовольняє властивості скінченного перетину і, отже, перетин всіх замикань непорожній (через компактність X). Тому в цьому перетині існує точка x. Жодна xi не може належати цьому перетину, бо xi не належить замиканню Ui. Це означає, що x не дорівнює xi для всіх i і f не сюр'єктивна; протиріччя. Звідси, X незліченна.
Всі умови з теореми необхідні:
1. Ми не можемо допустити, щоб простір був не Гаусдорфів; зліченна множина з антидискретною топологією — компактна, має більше ніж одну точку і задовольняє властивості, що жодна одноточкова множина не є відкритою, але не незліченна.
2. Як показує множина раціональних чисел ми не можумо позбутись умови компактності.
3. Ме не можемо виключити умову, що одноточкові множини не можуть бути відкритими так як показує скінченний простір із дискретною топологією.
Наслідок. Кожен замкнутий інтервал [a, b] з a < b — незліченний. Отже, R — незліченний.
Наслідок. Кожний досконалий, локально компактний Гаусдорфів простір незліченний.